# Tumbas del Sanedrín

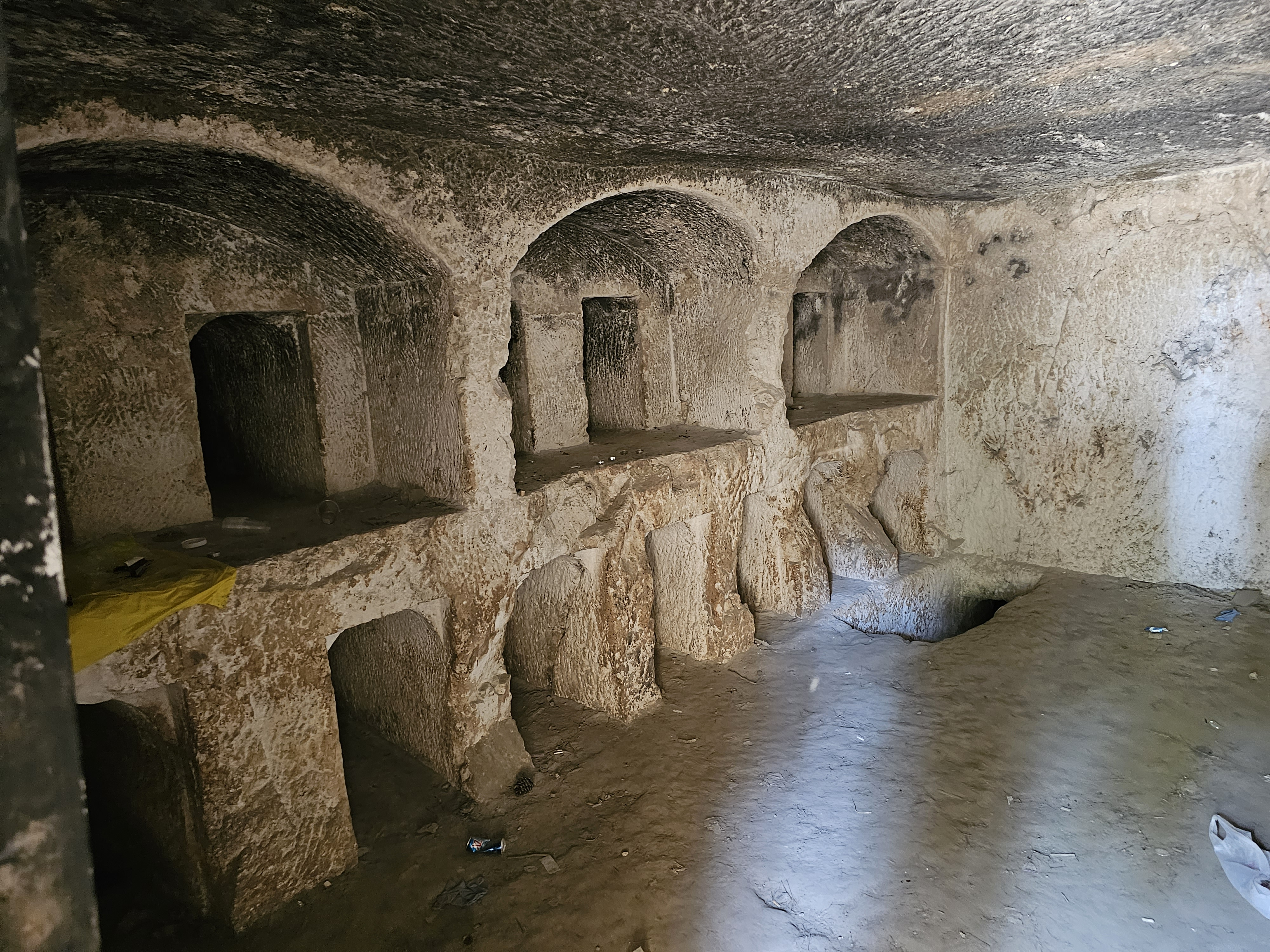
Algunos de los nichos de la cámara principal

Las tumbas del Sanedrín (en hebreo: קברי הסנהדרין‎, Kivré Hasanhedrin), también conocidas como las tumbas de los Jueces (קברי השופטים, Kivré Hashoftim), son un complejo subterráneo de 63 tumbas rupestres del siglo I —hacia finales del período del Segundo Templo— ubicado en el noroeste de Jerusalén. Las tumbas, que destacan por su elaborado diseño y simetría, han sido lugar de peregrinación judía desde la época medieval.

## Ubicación
El recinto, definido como cueva, se encuentra en el norte del valle de Josafat (que corresponde a un yacimiento arqueológico en la actualidad), formando parte de la extensa antigua necrópolis de Jerusalén, que incluye esta parte (conocida como Sanhedria) y la necrópolis del valle de Cedrón. Excavaciones arqueológicas a lo largo de los años han revelado más de un millar de cuevas funerarias en un área de menos de 5 km², al norte y noreste de la Ciudad Vieja, todas fechadas en la misma época (finales del período del Segundo Templo). El motivo de esta ubicación algo apartada del centro de la ciudad se debía tanto a factores geológicos —esta zona proporciona el tipo de piedra propicio para la construcción, aprovechada por judíos y romanos como canteras, que una vez vaciadas podían servir como lugares de sepultura— como religiosas, debido a las reglas de pureza (tum'á y tahará) observadas por los sacerdotes del Templo (cohanim).
La construcción de tumbas rupestres, con sus lápidas decorativas y hasta monumentos de mayor tamaño (nefesh), solo estaba al alcance de las familias más pudientes de la sociedad judía. La decoración solía integrar sobre todo motivos geométricos y vegetales, a veces de gran detalle y complejidad; por ejemplo, la entrada a la gran cueva al sur de las tumbas del Sanedrín —la llamada cueva Eshkolot— presenta detallados adornos en forma de racimos (significado del nombre de la cueva en hebreo).

## Nombre
El lugar recibe su nombre del sanedrín, asamblea o consejo de sabios que durante la Antigüedad formaba la máxima autoridad judía regional en temas legales, civiles y religiosos (que en aquella época estaban estrechamente entrelazados); más concretamente, se refiere al gran sanedrín, a saber, el sanedrín superior del período del Segundo Templo que se reunía en el Salón de las Piedras Talladas, en el propio Templo. Este nombre, conservado a través de la tradición judía, pudo basarse en una combinación de factores como la época de su construcción, la ostentosidad de sus elementos —característica de miembros de la alta sociedad de la época— y el número de nichos funerarios, muy cercano al de los 71 miembros del gran sanedrín.
Tras la conquista islámica de Jerusalén, el lugar pasó a llamarse Kabr al-Kudah (قبر القضاة), que significa ‘tumba de los Jueces’. Algunos historiadores sugieren que el nombre tradicional judío es posterior y que la palabra «sanedrín» fue empleada como una traducción, dado que sus miembros desempeñaban, entre otras funciones, el cargo de jueces. Otros, a su vez, sugieren que es el nombre árabe el que hacía alusión al alto consejo judío. No obstante, cabe destacar que no existe prueba del uso del nombre hebreo anteriormente a la Edad Media.

En cuanto al número de tumbas en la cueva, se han identificado a lo largo de los siglos entre 70 y 80 nichos, cantidad que coincidía con el relato tradicional y que en algún punto quedó registrada en exactamente 71 nichos funerarios, lo cual apoyaba la creencia popular de que este fuera el lugar de enterramiento del sanedrín. Sin embargo, los recuentos más recientes (a partir del siglo XIX) han arrojado una cifra de 63 espacios de sepultura, confirmada por en los estudios más recientes, realizados en 2013 durante las obras de renovación del sitio. En todo caso, los expertos aclaran que el número de nichos en sí no debería guardar tanta importancia ya que tras la destrucción del Templo en el año 70 por las tropas de Tito, no hubo un evento de fallecimiento repentino de todo el consejo rabínico, y este se restableció en Yavne (con autoridad civil reducida, aunque manteniendo su autoridad religiosa hacia las autoridades romanas); por lo que si se cuenta a todos los sabios que habían fallecido durante la existencia del sanedrín, el número de tumbas debería haber sido mayor.

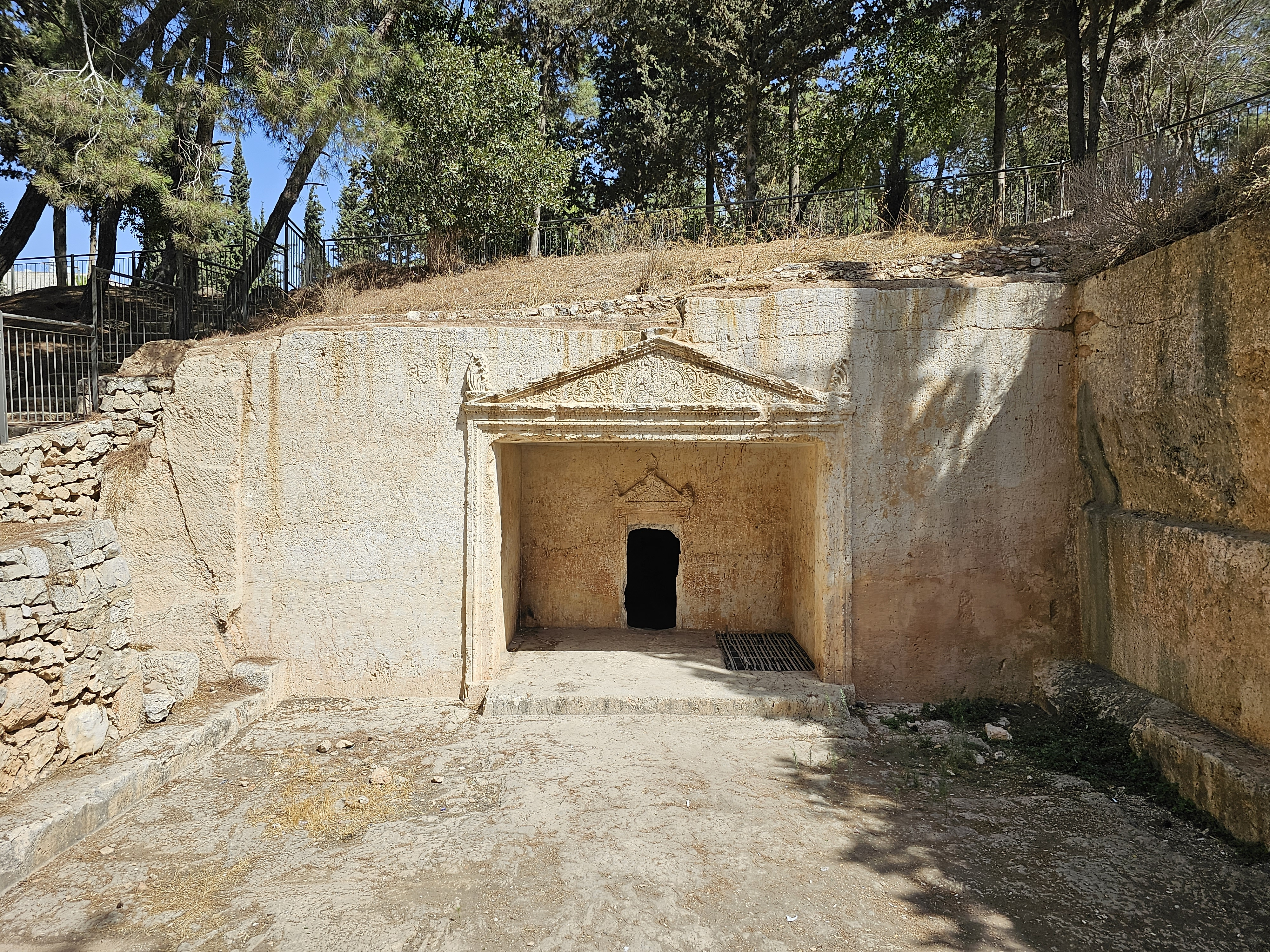
Vista de la entrada a la cueva desde el patio

La primera mención documentada del término data del siglo XV, cuando el rabino sefardí Yosef HaLevi lo cita en su obra de 1450, si bien su modo de empleo infiere que está citando fuentes anteriores. Antes que él, un judío llamado Jacob el Emisario, en su visita al lugar en 1235, se refiere al lugar con el nombre de «tumbas de los Justos», narrando que era «lugar de sepultura de muchos sabios» (entre otras cosas, los miembros del sanedrín se describen en las fuentes como justos y temerarios de Dios). Si bien, es a partir de la publicación de Halevi que el nombre pasa a formar parte de la tradición judía. Algunos arqueólogos contemporáneos se han mostrado escépticos con respecto a una posible relación entre el complejo y la institución halájica, aunque lo cierto es que no se puede descartar del todo ya que coincide en el tiempo y el lugar. Con todo, aunque no existen pruebas arqueológicas de una relación directa con el sanedrín, poca duda hay de que sirviera de lugar de sepultura de miembros de la alta sociedad judía de la época, puede que de una o varias familias pudientes.
En la literatura no-judía, el lugar es mencionado en repetidas ocasiones, sobre todo desde principios de la Edad Moderna. En 1598 fue citado por el viajero ultrechtense Joannes Cotovicus durante su ampliamente documentado viaje a Tierra Santa, aunque sin mencionar ningún nombre en concreto. En 1611, el viajero inglés George Sandys los nombra «tumbas de los Profetas», y, poco después, el orientalista franciscano italiano Francesco Quaresmio los nombra «tumbas de los Jueces del Gran Sanedrín». Desde entonces, el nombre «tumbas de los Jueces» (que casualmente coincide con el antiguo nombre árabe del lugar) ha sido el más usado fuera del mundo judío.

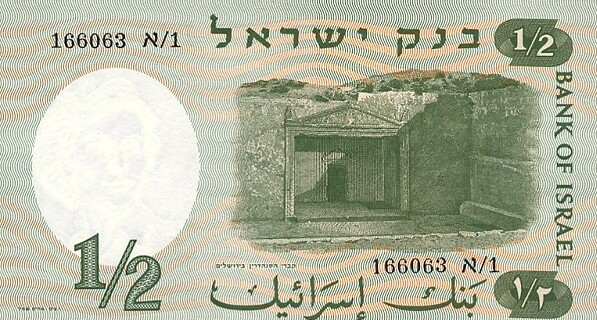
La imagen de la entrada y parte del patio en un antiguo billete de media libra israelí.

## Historia
Las tumbas del Sanedrín han sido sitio de peregrinación judía desde el siglo XIII. En la Baja Edad Media, el sitio sirvió como lugar de rezo y descanso en el camino hacia la Ciudad Santa. Si bien, dentro de la tradición escrita, el sitio no aparece en fuentes hasta principios de la Edad Moderna, cuando varios destacados rabinos, como los italianos Ovadia de Bartanura y Moses Basula, hacen referencia a las tumbas en sus escritos. A mediados del siglo XVIII, la ruta fue señalada con un gran bloque de roca para facilitar la identificación del lugar.

En su libro de 1847 The Lands of the Bible Visited and Described (‘Las tierras de la Biblia visitadas y descritas’), el arqueólogo británico John Wilson describe su visita y exploración de las tumbas:
De la tumba de Simeón el Justo procedí a las tumbas del Sanedrín. Estas, como las primeras, son subterráneas y excavadas en la roca sólida. La entrada aquí es aún más baja, y en algunas partes tuve que recostarme y deslizarme hacia adentro; pero una vez dentro, me encontré con grandes cámaras abovedadas. Identifiqué a sesenta y tres nichos, en los que antiguamente se habían colocado sarcófagos. En cada una de las tumbas había abundantes nombres escritos en las paredes por devotos judíos que las habían frecuentado.
A finales de la década de 1860, el arqueólogo francés Félicien de Saulcy, explorando las tumbas, descubrió una tapa de ataúd (o sarcófago) con el nombre Yitzhak (Isaac) grabado en hebreo, a la que se llevó de vuelta a Francia (actualmente está exhibida en el Museo del Louvre, en París). Se trata de una importante pieza y la única de su tipo jamás encontrada en las tumbas. Si bien la investigación arqueológica de la cueva solo se daría a partir de comienzos del siglo XX. En 1902, el arqueólogo canadiense George Burton realizó una primera excavación, que sería completada casi un medio siglo después por el arqueólogo de origen alemán, miembro de la familia Rothschild, Yotam Julius. En los años 1920, a comienzos del Mandato británico de Palestina, un hombre llamado Moshe Gibori, quien se había declarado el Mesías (tras predecir correctamente un terremoto) residía en la cueva, donde reunía a un círculo de seguidores.
Después de la fundación del Estado de Israel, el complejo —a diferencia de otros lugares santos para el judaísmo— quedó en el lado israelí de la frontera. Tras la finalización de los trabajos de Rothschild entre 1949 y 1950, la cueva quedó completamente despejada, ganando por vez primera acceso a todas las tumbas, incluidas las del fondo (que habían estado bloqueadas durante siglos). En los años 1950, el Ministerio de Servicios Religiosos promovió el reconocimiento de las tumbas como lugar sagrado, tras lo cual el Banco de Israel, en la penúltima serie de la libra israelí, de 1959, emitió el billete de media libra con la imagen de la entrada a las tumbas en el dorso. Sin embargo, tras la guerra de los Seis Días, el acceso ganado por Israel a lugares de mayor importancia religiosa, como el Muro de las Lamentaciones, la tumba de los Patriarcas o la tumba de Raquel, resultó en una devaluación del estatus de las tumbas. En las siguientes décadas, el sitio cayó en la negligencia, hasta tal punto de no poder realizar visitas en el recinto, y de ser sellado posteriormente.

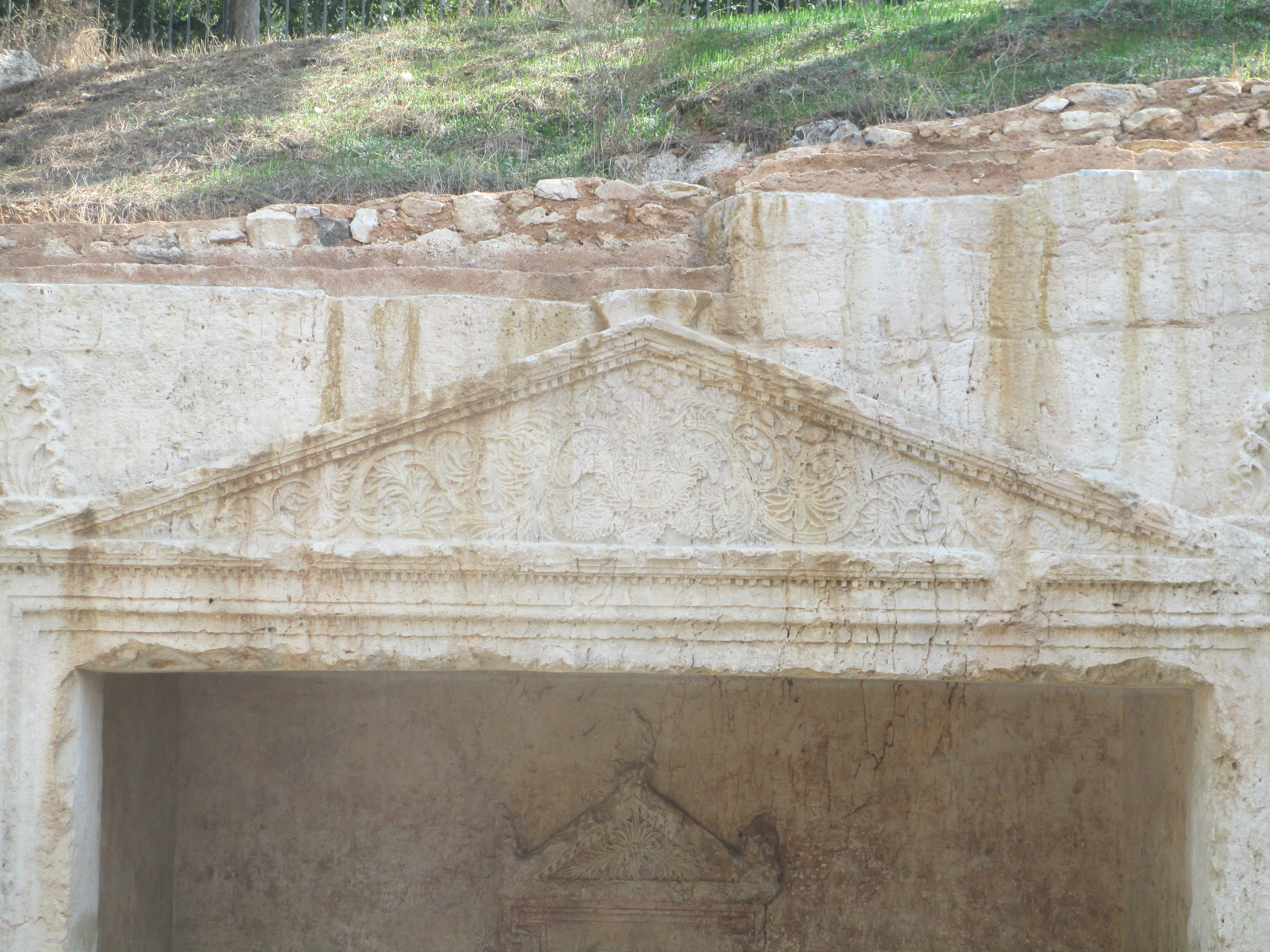
El frontón del portal

La revitalización de la estructura solo se produjo en 2017, con el emprendimiento de trabajos de conservación y restauración realizados por la Autoridad de Antigüedades de Israel. Desde entonces, ha vuelto a ser frecuentado por creyentes, turistas y académicos.

## Estructura e interior

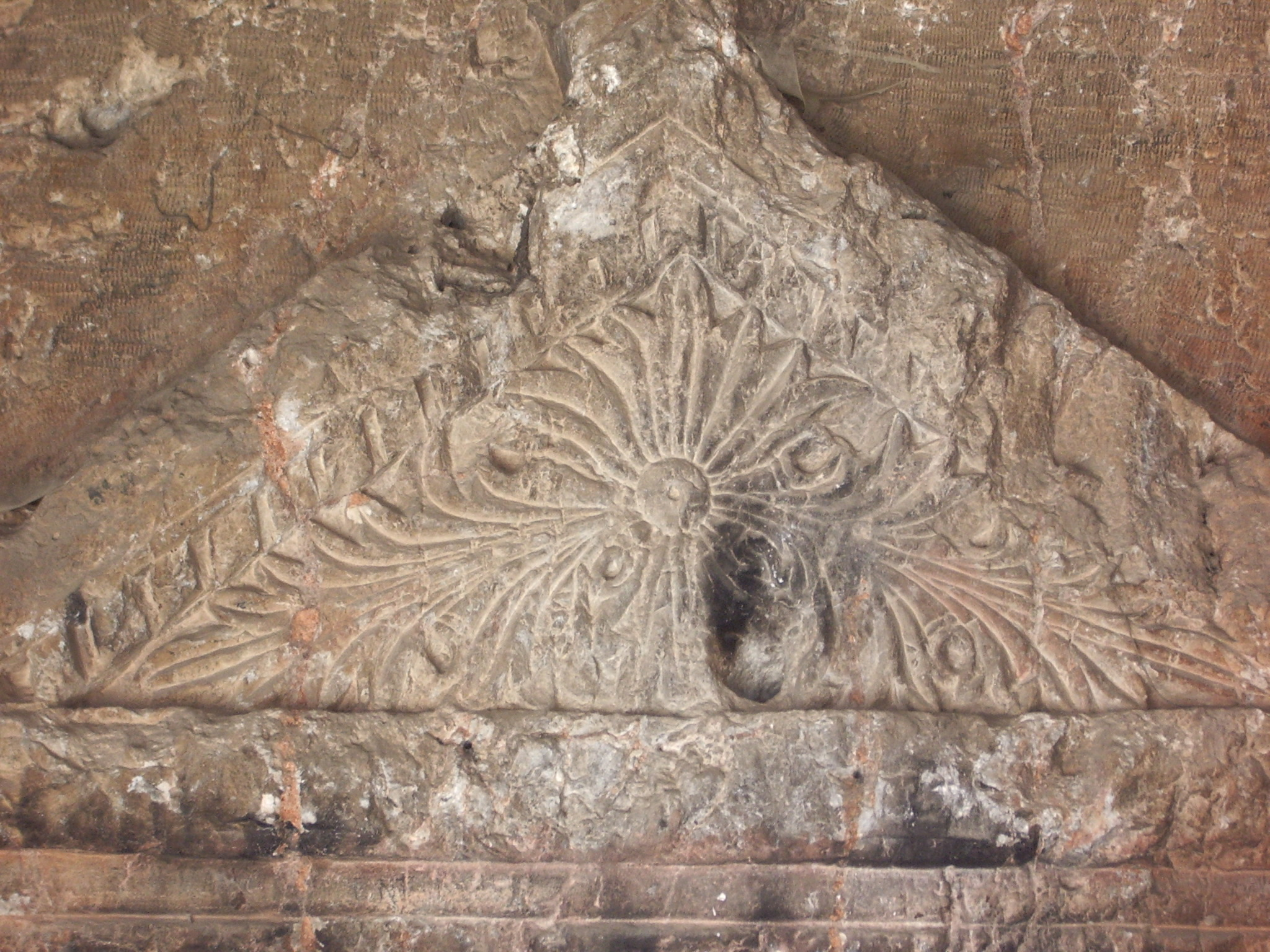
El frontón de la puerta

La fachada del recinto subterráneo está decorada con un frontón al estilo griego antiguo, detalladamente elaborado (de los mejores conservados del Jerusalén de la época), que corona el dintel de un amplio portal cuadrado que rodea la puerta de entrada. Su decoración vegetal, en forma de grabados de granadas, etrogim (variedad de limón con fines litúrgicos), higos y hojas de acanto, está claramente influenciada por la arquitectura helenística (prueba de un proceso de helenización artística de la comunidad judía el siglo I). En el interior de la entrada, por encima de la puerta, hay otro frontón más pequeño, decorado también con tallas y hojas de acanto. La decoración vegetal era muy común entre los judíos del período del Segundo Templo, quienes compensaban la prohibición bíblica anicónica con grabados de plantas litúrgicas y de la Tierra Santa. La entrada estaba originalmente cerrada por una puerta de piedra.
El amplio patio de entrada se construyó a partir de una antigua cantera, con cuevas funerarias excavadas en la roca adyacente y bancos de piedra tallados en la roca de enfrente para servir a los visitantes. El portal del recinto está ligeramente alzado por encima del suelo del patio, formando un peldaño. La fachada de la tumba habría tenido un aspecto un tanto distinto en la época medieval; un informe del siglo XIII describe una «hermosa estructura» que contiene «cuevas dentro de cuevas», y un dibujo de 1659 muestra una gran columnata arqueada en la entrada.
El interior del recinto incluye cuatro cámaras funerarias distribuidas en dos pisos. La más grande, adyacente a la entrada, contiene 13 lóculos (nichos funerarios) arqueados, de 50 x 60 cm cada uno, dispuestos en dos niveles superpuestos, con arcosolios en el nivel superior que dividen los nichos en pares. Otros 9 nichos están ubicados en una segunda cámara, y una docena más se encuentran debajo de las escaleras de la cámara principal, en un espacio del segundo piso. Una cuarta cámara en un tercer piso forma una entidad independiente, con su propia entrada. Los lóculos están dispuestos de manera diferente en cada cámara, estando todas diseñadas para mantener la simetría. En total, se han identificado 63 nichos de entierro en la cueva entera, junto con varios pequeños cubículos y hornacinas para la recolección de los huesos (que en recuentos anteriores puede que se consideraran tumbas propias). Se han encontrado además osarios de piedra en bóvedas excavadas en la roca dentro del complejo.

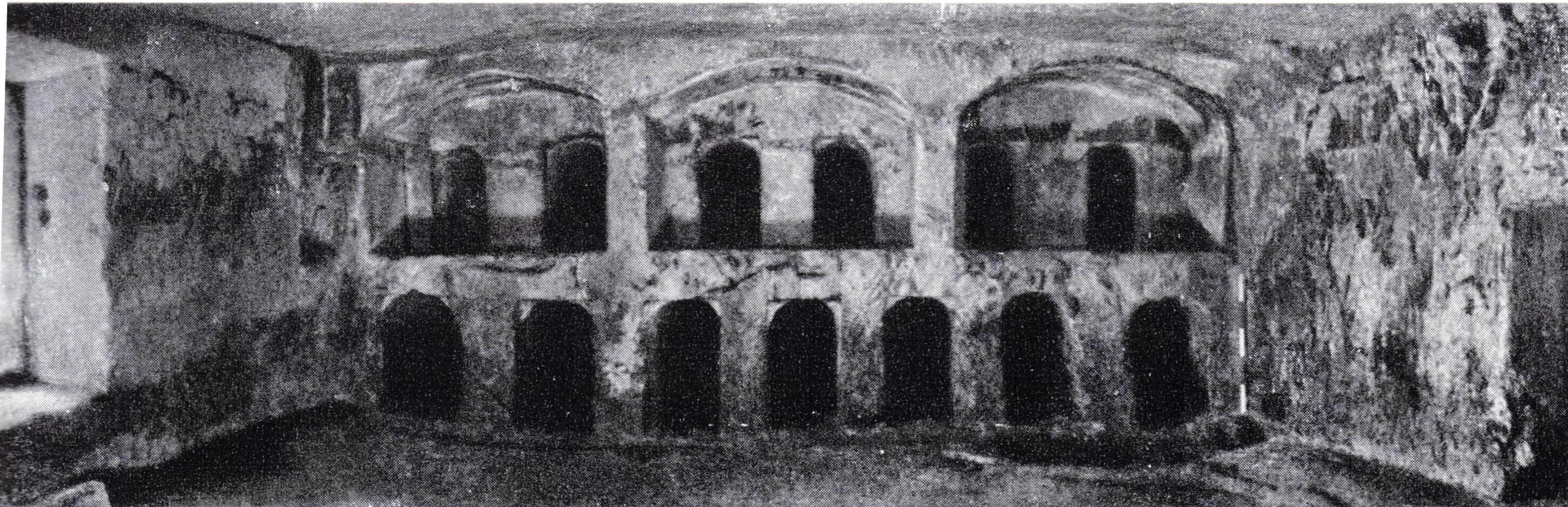
Los lóculos de la cámara principal. Se pueden observar los arcosolios que los dividen en pares en el segundo piso.

El color negro de las paredes internas del recinto es común en las cuevas funerarias de la zona. No es por causa natural, sino por la práctica de los beduinos que ocupaban las cuevas durante siglos, quienes, para calentarse en las frías noches de invierno de Jerusalén, encendían hogueras en sus interiores; es a causa del hollín absorbido en la piedra durante tantos años, que las paredes han mantenido el color negro hasta la actualidad.
Existen distintas teorías sobre cómo se colocaban los cuerpos en los lóculos. Según el arqueólogo Menashe Har-El, quien había escrito su tesis doctoral sobre las tumbas funerarias de Jerusalén, los difuntos se introducían en sarcófagos de piedra, que se colocaban en los nichos diseñados especialmente a este fin; aunque también ofrece una teoría alternativa, según la cual los cuerpos eran colocados en el suelo hasta que su tejido blando se descomponía, tras lo cual los huesos se introducían en los osarios, posteriormente colocados en los nichos abovedados. Otros arqueólogos opinan que los cuerpos, envueltos en mortajas, eran colocados directamente en los nichos, que luego se cerraban o sellaban con una losa de piedra.